# Alla fiera per un marito
Alla fiera per un marito (State Fair) è un film del 1962 diretto da José Ferrer.